# Це витає в повітрі
Це витає в повітрі (англ. It's in the Air) — американська кінокомедія режисера Чарльза Райснера 1935 року.

## Сюжет
Двоє нерозлучних друзів вимушені рятуватися втечею від урядового агента через пустелю.

## У ролях
- Джек Бенні — Кельвін Черчилль
- Тед Гілі — «Кліп» МакГарк
- Уна Меркел — Еліс Лейн Черчилль
- Нат Пендлтон — Генрі Потк
- Мері Карлайл — Грейс Грідлі
- Грант Мітчелл — В. Р. Грідлі
- Гарві Стефенс — Сідні Кендалл
- Чарльз Троубрідж — Альфред Дрейк
- Джонні Артур — Джонс, фотограф
- Аль Шин — містер Джонсон
- Пернелл Претт — Горацій МакНаб
- Філліпс Смоллі — містер Вінтебі
- Говард С. Гікмен — містер Рубі
- Ларрі Віт — Таббс
- Річард Кіплінг — містер Платт